# Vlachovo kvarteto
Vlachovo kvarteto je známo jako hudební soubor v klasickém obsazení dvoje housle, viola a violoncello. Přestože později soubor vystupoval pod jinými názvy (Nové Vlachovo kvarteto, Vlachovo kvarteto Praha) a s úplně jinými hudebníky, je stále synonymem tradiční české interpretace komorní hudby na světové úrovni.

## I. dějství
V roce 1950 tehdy 27letý, hudebně zkušený Josef Vlach založil společně s Václavem Snítilem (2. housle), Soběslavem Soukupem (viola) a Viktorem Moučkou (violoncello) kvarteto. Jmenovalo se po primáriovi Vlachovo kvarteto a již příštího roku uskutečnilo prvý veřejný koncert.
V roce 1954, po těžkostech s odchodem hráčů na vojenskou službu a jejich začleňováním do Uměleckého vojenského souboru, došlo ke konsolidaci na postu violisty a soubor se mohl naplno věnovat své činnosti. Historická byla účast a vítězství v roce 1955 na hudební soutěži v belgickém Lutychu, kde jednak Vlachovo kvarteto získalo 1. cenu, ale hlavně vešlo jeho interpretační umění v širší známost i mimo území republiky.
Teprve rok 1957 přinesl Vlachovu kvartetu existenční jistotu, byli angažováni jako komorní orchestr do Československého rozhlasu. Soubor začal pravidelně nahrávat hudební snímky (celkem asi 160 titulů) a vyjíždět na nejvýznamnější hudební festivaly celého světa, odkud se vracíval ověnčen úspěchy.
Široký záběr primária (znovuzaložení a vedení Českého komorního orchestru, spolupráce s Českou filharmonií, pedagogická činnost na AMU) vedl po roce 1973 ke stále omezenějšímu počtu vystoupení a vyústil roku 1975 ukončením činnosti Vlachova kvarteta.

## II. dějství
Po 7 létech, v roce 1982, název oprášila houslistka Jana Vlachová, dcera legendárního primária Vlachova kvarteta, a vytvořila s  Karlem Stadtherrem (2. housle), Ladislavem Kyselákem (viola) a svým manželem Mikaelem Ericssonem (violoncello) komorní soubor Nové Vlachovo kvarteto. U zrodu souboru stál sám Josef Vlach, který využitím svých celoživotních zkušeností měl příznivý vliv na jeho rychlý umělecký růst.
V roce 1995 soubor změnil název na Vlachovo kvarteto Praha, nepolevil však ve svém osobitém a svébytném projevu. Kvarteto je pravidelně zváno na koncertní turné po celém "kulturním" světě, kde hostuje v nejprestižnějších sálech. Vystupuje v Evropě, Americe, Asii i Austrálii. Zúčastňuje se často mezinárodních soutěži, ze kterých přiváží nejpřednější ocenění. Vlachovo kvarteto Praha natáčí i mnoho skladeb na CD, spolupracuje s více než 10 hudebními vydavatelstvími. Bylo například vybráno pro prestižní nahrávku kompletního komorního díla A. Dvořáka, což čítá 15 CD. Nahrává také pro rozhlasové i televizní stanice. Pořádá často interpretační kurzy pro mladé soubory, např. ve Švédsku, Japonsku a ve Spojených státech.
Po několika personálních změnách v posledních létech vystupuje Vlachovo kvarteto Praha od roku 2010 ve složení: Jana Vlachová (1. housle), Karel Stadtherr (2. housle), Jiří Kabát (viola) a Mikael Ericsson (violoncello). Kvarteto často zve ke spolupráci hudebníky jiných nástrojů.

## Diskografie
Repertoár kvarteta je velice široký, od "klasických" českých i zahraničních autorů po ryze moderní.  Současná diskografie souboru čítá přes třicet CD titulů.

## Historická obsazení
Vlachovo kvarteto:
- 1950 – 1954

Josef Vlach – Václav Snítil – Soběslav Soukup – Viktor Moučka
- 1954 – 1970

Josef Vlach – Václav Snítil – Josef Koďousek – Viktor Moučka
- 1970 – 1975

Josef Vlach – Václav Snítil – Jiří Hanzl – Viktor Moučka
- 1975 – ukončení činnosti

Nové Vlachovo kvarteto:
- 1982 – 1985

Jana Vlachová – Karel Stadtherr – Ladislav Kyselák – Mikael Ericsson
- 1985 – 1995

Jana Vlachová – Ondřej Kukal – Petr Verner – Mikael Ericsson
Vlachovo kvarteto Praha:
- 1995 – 2005

Jana Vlachová – Karel Stadtherr – Petr Verner – Mikael Ericsson
- 2008 – 2010

Jana Vlachová – Karel Stadtherr – Georg Haag – Mikael Ericsson
- 2010 –

Jana Vlachová – Karel Stadtherr – Jiří Kabát – Mikael Ericsson 